# آموزش زنان در ایالات متحده آمریکا

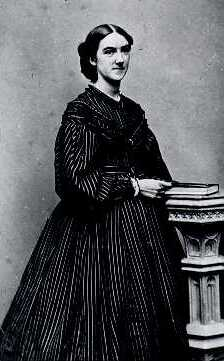
الن سوالو ریچاردز، نخستین زن فارغ‌التحصیل از ام آی تی. او در سال ۱۸۷۳ در رشته شیمی تحصیلات عالیه خود را به پایان رسانید. او نخستین شیمیدان حرفه‌ای زن در تاریخ آمریکاست.

زنان در آمریکا در قرن ۱۸ میلادی دارای موسسات آموزشی (همانند Bethlehem Female Seminary در ۱۷۴۲) وابسته به کلیسا (به انگلیسی: seminary) بودند. اما در قرن نوزدهم بود که زنان وارد سیستم آموزش آکادمیک نوین در آمریکا شدند. در سال ۱۸۹۰، نزدیک به ۲۵۰۰ زن در دانشگاه‌های آمریکا سالیانه فارغ‌التحصیل می‌شدند.
نخستین دانشگاه ویژه زنان، بنام کالج واسر، در سال ۱۸۶۵ تأسیس گردید. دانشگاه تولین نیز دانشکده مخصوصی برای زنان در سال ۱۸۸۶ تأسیس گردانید، و ۲–۳ سال بعد دانشگاه کلمبیا، دانشگاه براون، و دانشگاه هاروارد نیز مشابهاً اقداماتی نمودند. با اینحال، زنان از سال‌ها قبل در موسساتی معتبر و دانشگاهی مثل کالج سوارثمور و کالج اوبرلین به‌طور مختلط با مردان مشغول به تحصیل بودند.
در سال ۱۸۷۳، دانشگاه بوستون اعلام کرد که نه تنها از زنان به عنوان دانشجو پذیرش بعمل می‌آورد، بلکه زنان را نیز به عنوان استاد استخدام می‌کند. دانشگاه کرنل نیز چند سال بعد مشابهاً عمل نمود.

## توسعه در قرن نوزدهم
در قرن نوزدهم، و قبل از جنگ داخلی آمریکا، موسسات آموزش عالی متعددی وجود داشتند که از زنان به صورت همزمان (به انگلیسی: co-educational) ثبت نام بعمل می‌آوردند. با اینحال بیشتر این موسسات همانند کالج سوارثمور، کالج ناکس، کالج انتیاک، و کالج ابرلین بیشتر زمینه مذهبی داشتند.
برخی از نخستین موسسات آموزش عالی آکادمیک با حضور فعال زنان در جدول زیر آورده شده‌اند:
| نخستین موسسات آموزش عالی آمریکا با حضور فعال زنان | سال تأسیس |
| ------------------------------------------------- | --------- |
| کالج ابرلین                                       | ۱۸۳۳      |
| کالج ماونت هولیوک                                 | ۱۸۳۷      |
| دانشگاه آیووا                                     | ۱۸۵۵      |
| دانشگاه ویسکانسین                                 | ۱۸۶۳      |
| کالج واسر                                         | ۱۸۶۵      |
| کالج ولزلی                                        | ۱۸۷۵      |
| کالج اسمیت                                        | ۱۸۷۵      |
| دانشگاه تولین                                     | ۱۸۸۶      |
| دانشگاه کلمبیا                                    | ۱۸۸۹      |
| کالج بارنارد                                      | ۱۸۸۹      |
| دانشگاه براون                                     | ۱۸۹۱      |
| دانشگاه هاروارد                                   | ۱۸۹۴      |

## امروزه

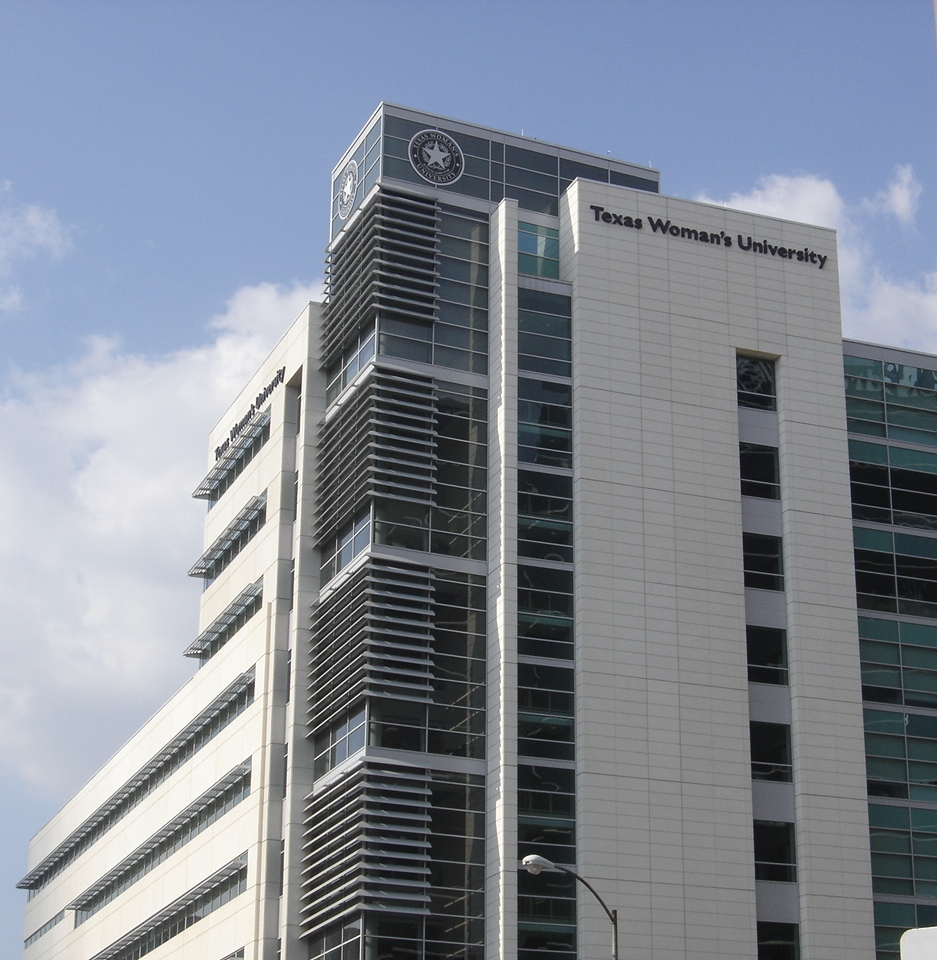
دانشگاه زنان تگزاس

امروزه موسسات فراوانی در حیطه مطالعات زنان در آمریکا مشغول به کارند. برخی همانند مؤسسه مطالعات پیشرفته ردکلیف به ویژه در مطالعات زنان در سطوح مقاطع تخصصی پژوهش می‌کنند، و برخی همانند دانشگاه زنان تگزاس طیف گسترده‌تری را پوشش می‌دهند.
از طرف دیگر، زنان اکنون ریاست برخی دانشگاه‌های برتر آمریکا را همچنین بر عهده دارند. دانشگاه هاروارد، دانشگاه‌ام آی تی، و دانشگاه میشیگان از این دسته‌اند. فهرستی از مشاهیر کنونی روسای دانشگاهی در سطوح دانشگاه‌های برتر آمریکا عبارتند از:
- سوزان مارتین، رئیس دانشگاه میشیگان شرقی
- لو آنا سایمون، رئیس دانشگاه ایالتی میشیگان
- ماری سو کولمان، رئیس دانشگاه میشیگان
- روث سیمونز، رئیس دانشگاه براون
- شرلی تیلگمن، رئیس دانشگاه پرینستون
- سوزان هوکفیلد، رئیس دانشگاه‌ام آی تی
- درو گ. فاوست، رئیس دانشگاه هاروارد
- نانسی کانتور، رئیس دانشگاه سیراکیوز
- ایمی گوتمان، رئیس دانشگاه پنسیلوانیا
- کرولین مارتین، رئیس دانشگاه ویسکانسین
- گرچن باتیل، رئیس دانشگاه شمال تگزاس
- کارول هارتر، رئیس دانشگاه نوادا در لاس وگاس

### در نقش ریاست

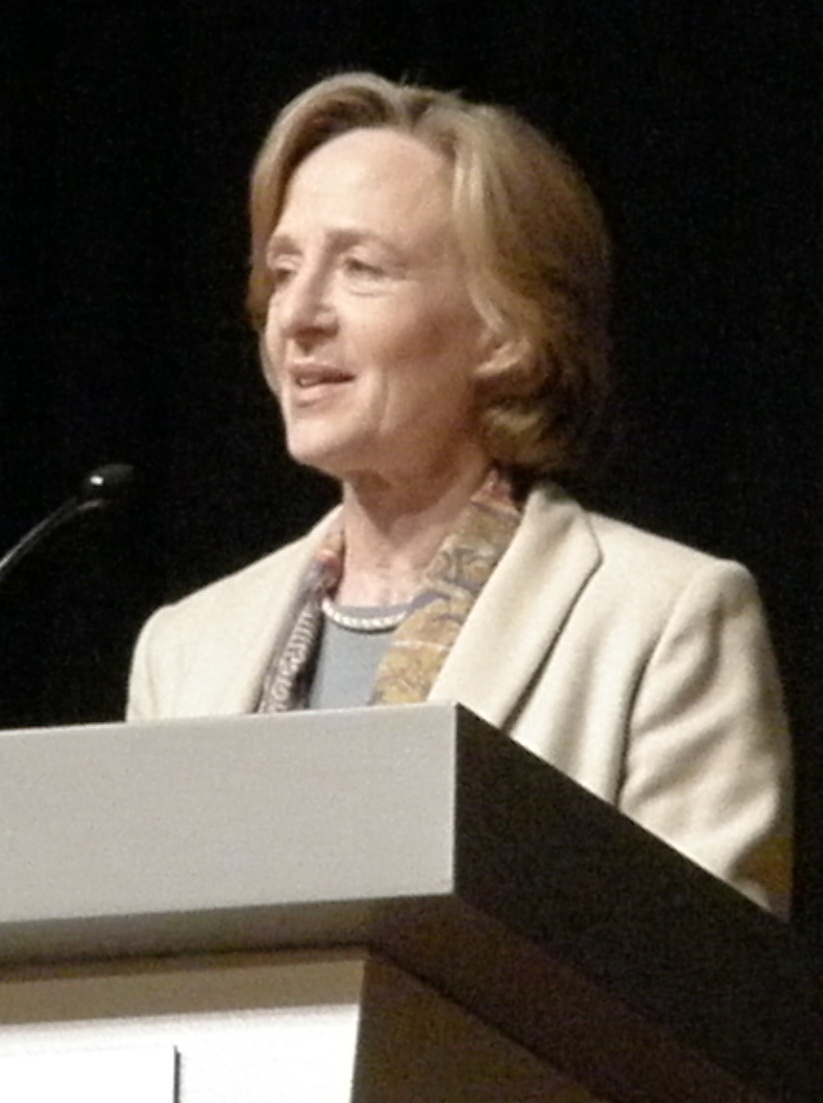
سوزان هاکفیلد، رئیس دانشگاه‌ام آی تی (۲۰۰۵-کنون)
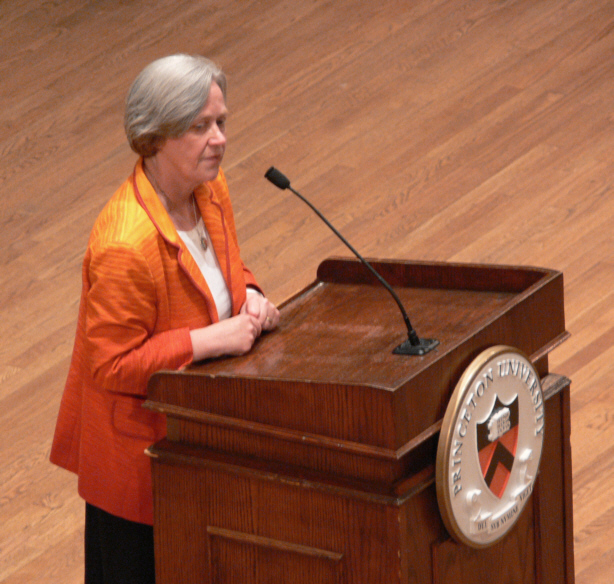
شرلی تیلگمن، رئیس دانشگاه پرینستون (۲۰۰۱-کنون)
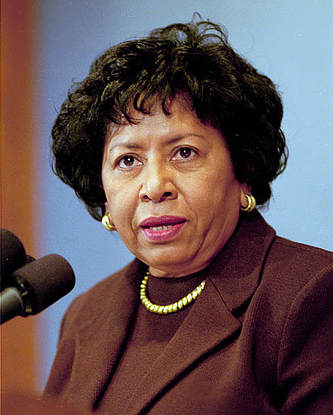
روث سیمونز، رئیس دانشگاه براون
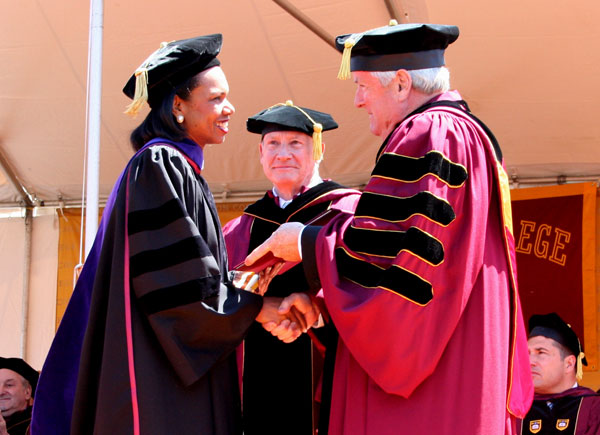
کندولیزا رایس، رئیس دانشگاه استنفورد (۱۹۹۳-۱۹۹۹). اینجا به عنوان سخنران در مراسم فارغ التحصیلی بوستون کالج.

### در ورزش

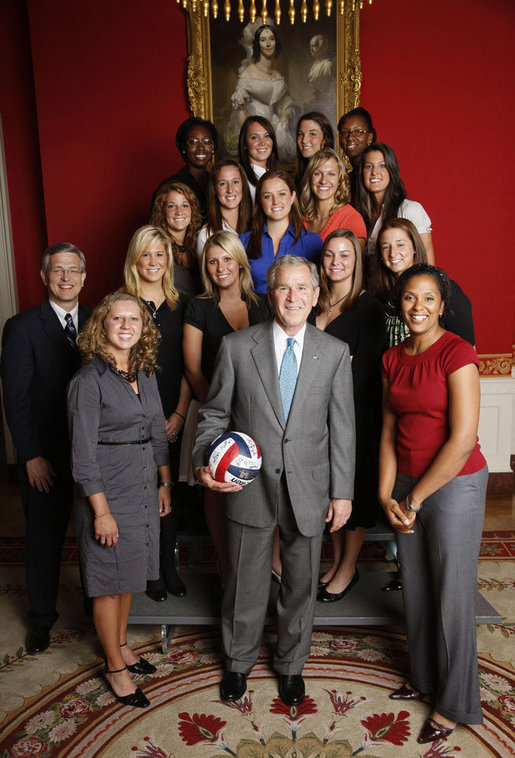
تیم والیبال زنان دانشگاه ایالتی پنسیلوانیا پس از قهرمانی کشور، در دیدار با جورج بوش، رئیس‌جمهور وقت آمریکا
دیدار نیمه نهایی تیم بسکتبال زنان دانشگاه تنسی و دانشگاه ایالتی لوئیزیانا در جام NCAA Women's Division I سال ۲۰۰۸
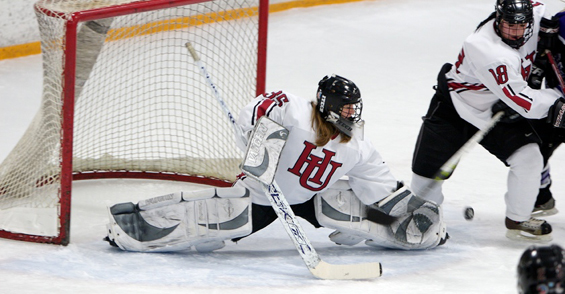
مسابقات دانشگاهی هاکی روی یخ زنان ایالت مینه‌سوتا
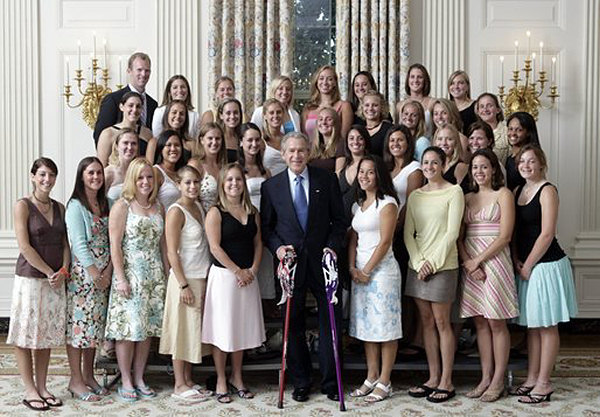
تیم لاکراس زنان دانشگاه نورثوسترن، پس از قهرمانی کشور، در دیدار با جورج بوش، رئیس‌جمهور وقت

### در علم و دانش

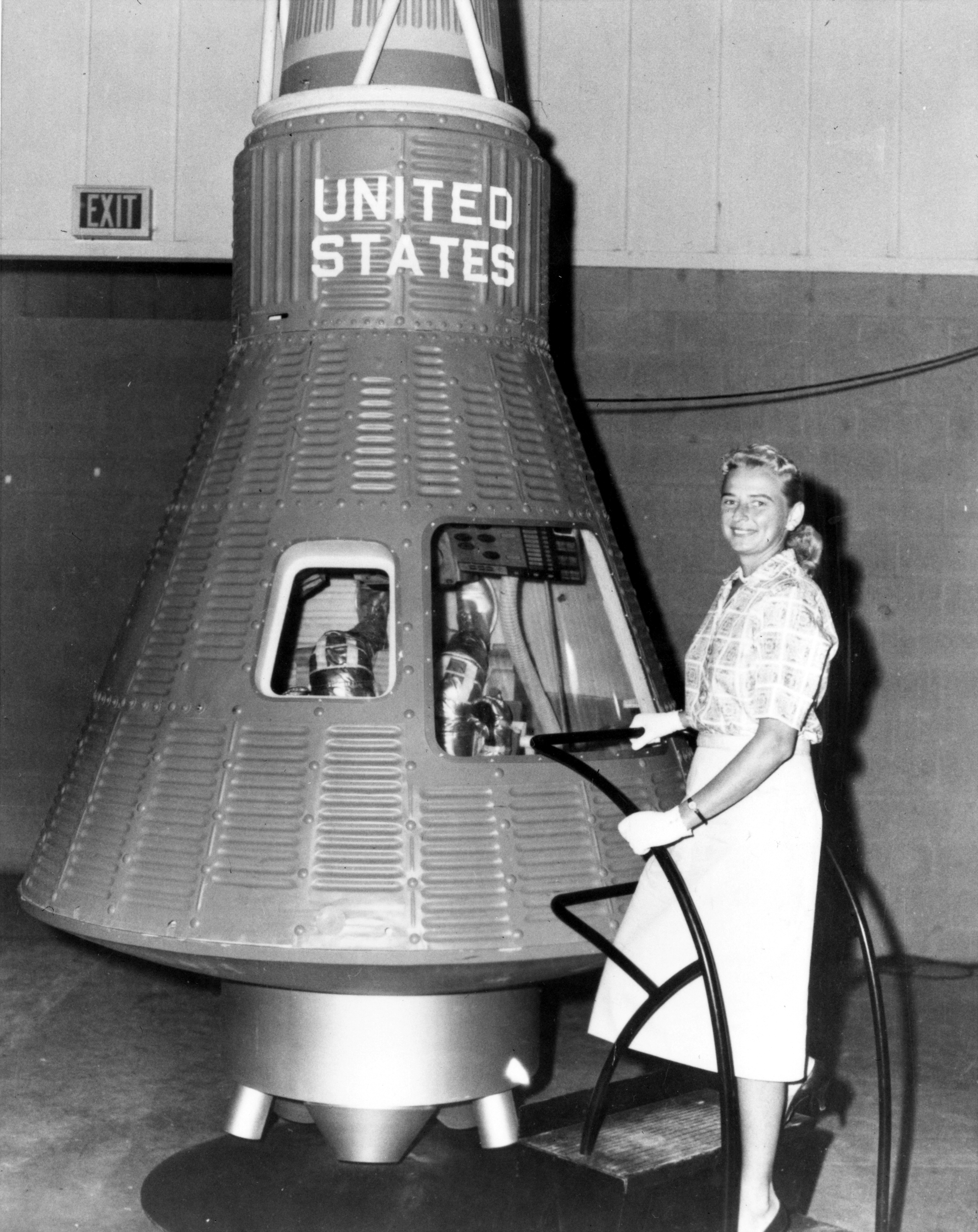
زنان ناسا (پروژهٔ مرکوری) در دهه ۵۰ میلادی
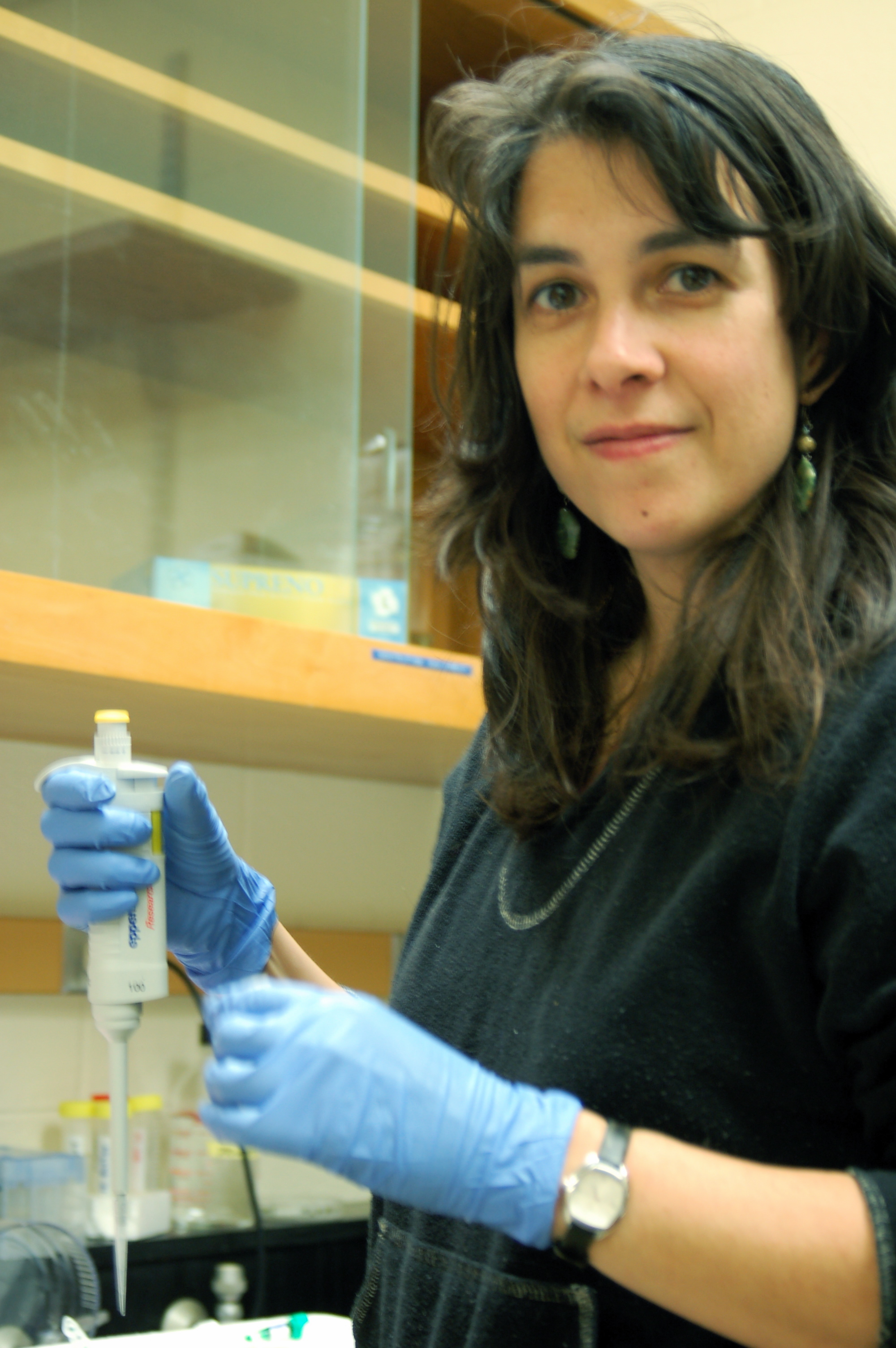
یک زیست شناس
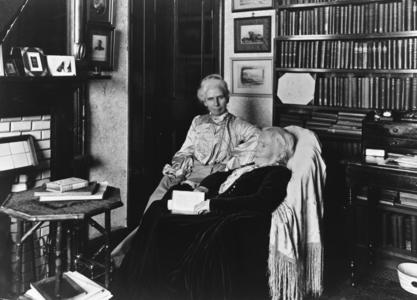
الیزابت بلکول و دختر خود. موسسه مطالعات پیشرفته ردکلیف
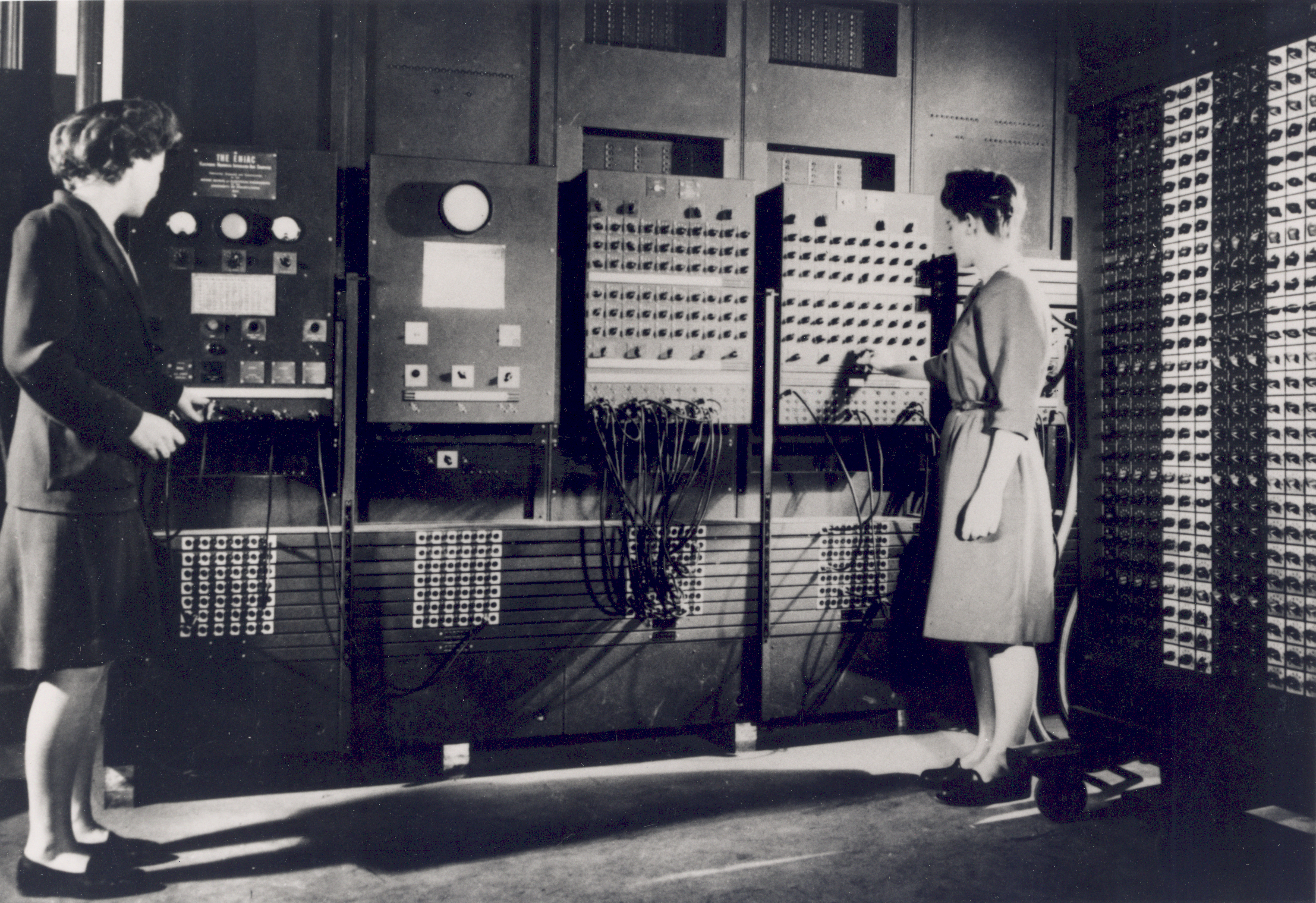
دو مهندس زن در حال کار با انیاک در دهه ۴۰ میلادی قرن بیستم.